# Rayman Raving Rabbids
Rayman Raving Rabbids ist ein Partyvideospiel von Ubisoft. Es handelt sich um ein Spinoff der Rayman-Reihe und wurde im November 2006 veröffentlicht. Das Spiel besteht aus 75 Minigames.

## Gameplay
Es gibt zwei Spielmodi: den Storymodus sowie den Punktemodus.
Im Story-Modus spielt das Spiel fünfzehn Tage nach Raymans Verhaftung durch die Rabbids. Jeden Tag muss Rayman mindestens drei Prüfungen absolvieren, gefolgt von einer speziellen Abschlussprüfung. Für das Absolvieren der Prüfungen erhält Rayman verschiedene Kostüme und passende Musik.
Die Entwicklung des Spiels begann im Ubisoft-Studio in Montpellier. Der Studioleiter Michel Ancel skizzierte ein erstes Konzept für eine Hasenfigur, aus der sich die Idee einer Masseninvasion durch Hasen entwickelte.
Das Team begann dann mit der Arbeit an einem traditionellen Actionspiel-Plattformer, das vorläufig Rayman 4 genannt wurde. Nachdem das Team jedoch Entwicklungs-Kits von Nintendo erhalten hatte, konzentrierte es sich auf die Implementierung einer breiten Palette von Gameplay-Typen. Ein weiteres Projekt mit dem Namen Rayman 4 befand sich in der Entwicklung für Konsolen der nächsten Generation, an dem Michel Ancel beteiligt war, im Gegensatz zu Rayman 3, wo er nur ein kreativer Berater war. Das Spiel wäre auf PS3, Xbox 360, Wii und PC erschienen, wurde aber auf der E3 2006 zugunsten der Raving-Rabbids-Spinoff-Serie abgesagt. Als sich herausstellte, dass diese nicht in ein traditionelles Jump-’n’-Run-Spiel passen würde, wurde Rayman Raving Rabbids in ein Spiel umgewandelt, das aus verschiedenen Minigames bestand.

## Rezeption
Rayman Raving Rabbids erhielt für die Wii-Version einen Metacritic-Score von 76/100, für die PS2-Version einen Score von 64/100, für die Xbox-360-Version einen Score von 67/100 und für die PC-Version einen Score von 58/100.
IGN bewertete das Spiel mit 8,3 von 10 Punkten.